# Westmalle
La Westmalle è una birra trappista prodotta nella provincia di Anversa, nell'abbazia di Westmalle, appartenente all'Ordine cistercense.
L'industria della birra Westmalle è la più grande industria della birra trappista del Belgio. La Westmalle è una delle dodici birre autorizzate a sfoggiare il logo esagonale Authentic trappist product, garantendo che il prodotto è fabbricato nell'ambito di un'abbazia trappista, da parte di monaci trappisti o sotto il loro diretto controllo, che la produzione, la scelta dei processi produttivi e l'orientamento commerciale devono tutti dipendere dalla comunità monastica, e che lo scopo economico della produzione di birra deve essere diretto al sostentamento dei monaci e alla beneficenza e non al profitto finanziario.

## Storia
L'abbazia di Westmalle è fondata nel 1794. Nel 1836, dopo importanti lavori di estensione, nell'abbazia di Westmalle viene aggiunta l'industria della birra. L'abbazia iniziò a commercializzare la sua birra verso 1861, secondo l'esempio dell'abbazia di Chimay che aveva iniziato a commercializzare le sue birre fin dal 1859.
La prima guerra mondiale rallenta fortemente le attività dell'industria della birra, ma nel 1921, il padre Tarcisius decide di aumentare la produzione per rispondere ai problemi finanziari della Comunità. Tra il 1926 ed il 1929, i monaci, che incontravano alcuni problemi con le birre « Dubbel Bruin » e « Extra Gersten », fanno appello a Hendrik Verlinden, che in seguito fonderà la sua industria che produrrà le birre Witkap Pater. A partire dal 1933 comincia la costruzione di una nuova industria della birra, che permette una produzione più consistente, e garantisce all'abbazia un reddito stabile. Le principali birre prodotte sono l'Extra, la Dubbel Bruin e la Blond. La Tripel viene lanciata negli anni 1950 in sostituzione della Blond, e avrà un grande successo. Oggi, la produzione raggiunge quasi 130.000 ettolitri di birra all'anno. L'etichetta rettangolare visibile nella fotografia (sotto) fu cambiata nel corso dell'anno 2005 da un'etichetta a forma di losanga di colore ocra chiaro (vedere la fotografia in alto).

## Varietà

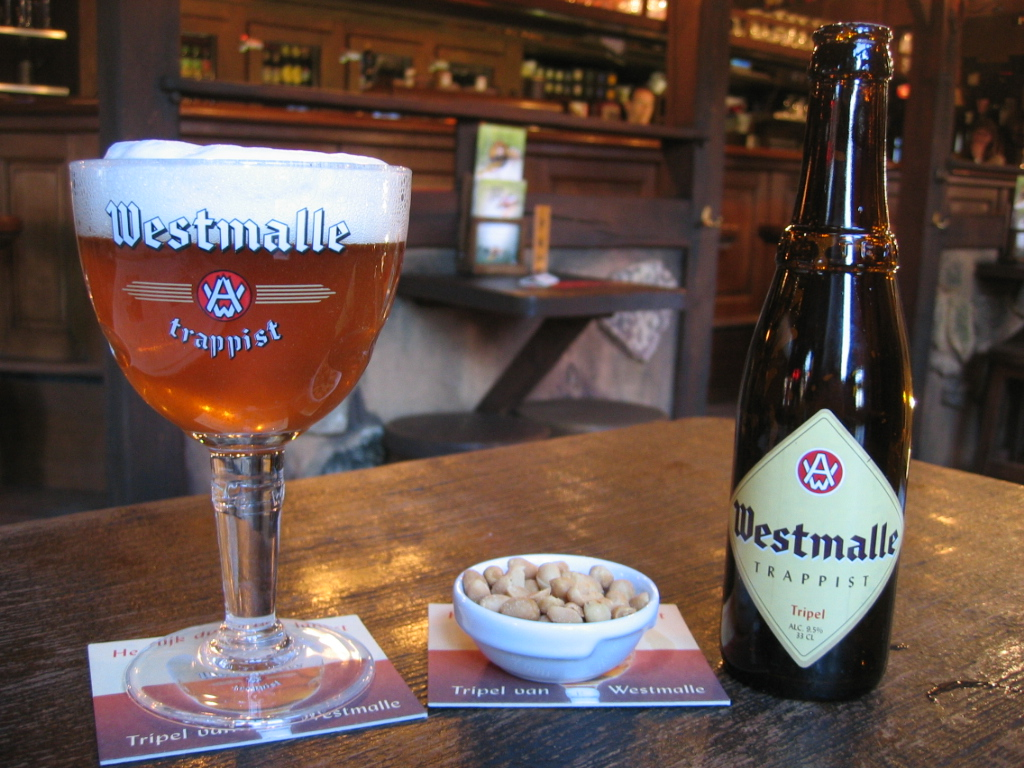
Bicchiere di birra Westmalle

Esistono tre varietà commercializzate. Si può trovare Westmalle Dubbel, Westmalle Tripel e Westmalle Extra (« Extra van Westmalle »). Tutte le birre trappiste sono ad alta fermentazione. La prima è una birra scura con il 7% di alcool (vol), mentre la seconda prodotta dal 2002 è una birra chiara con il 9,5% di alcool (vol). All'inizio, Westmalle Triple aveva il 9% di alcool (vol).
Gli ingredienti sono esclusivamente i seguenti: acqua, orzo maltato, lievito, fiori di luppolo e zucchero candito.
La Westmalle Double e Triple vengono vendute in bottiglie da 33cl. ma si può anche trovare la Westmalle Triple in bottiglie da 75cl. Queste birre si servono, secondo l'etichetta, tra 8 e 14 °C (infatti, una birra di fermentazione alta si beve a temperatura di cantina, e non gelata). Westmalle tripla può, ad esempio, accompagnare i piatti a base di formaggio o di carni rosse. In aperitivo, può essere accompagnata da assaggi di emmentaler o di comtè aromatizzato da una punta di senape.
Westmalle è stata presa come modello di ispirazione da molte birre delle abbazie. In particolare, le menzioni "dubbel" e "tripel", rispetto ad una birra da tavola che si sarebbe detta "singel", è stata ripresa da altri fabbricanti.

## Consumo
Come le altre birre trappiste, tradizionalmente si serve in un bicchiere a calice. Esiste infatti un bicchiere ufficiale contrassegnato con il nome dell'abbazia di Westmalle. Alcuni però preferiscono servirle in un bicchiere a tulipano, più stretto al vertice, per concentrarne meglio gli aromi.

## Conservazione
La Westmalle Triple può essere conservata per molti anni in cantina ad una temperatura vicina a 10 °C. La data di limite di consumo è indicativa: è possibile gustare Westmalle Triple uno, due o tre anni dopo la data limite.

## Luogo di produzione
Situata all'ovest della città di Malle (da cui Westmalle), l'abbazia è circondata di boschi e di prati. Di fronte all'abbazia si trova il Café Trappiste, dove si serve Westmalle. La leggenda vuole che le spine del Café Trappiste siano direttamente collegate ai serbatoi dell'abbazia.